# Rybnicki Okręg Węglowy
Rybnicki Okręg Węglowy (ROW) – okręg przemysłowy w Polsce, inaczej nazywany też Rybnickim Okręgiem Przemysłowym (ROP), w południowej części województwa śląskiego; obejmuje Rybnik, Jastrzębie-Zdrój, Żory, Racibórz, Wodzisław Śląski.
Na terenie Rybnickiego Okręgu Węglowego działa Jastrzębska Spółka Węglowa skupiająca w sobie kopalnie Borynia-Zofiówka-Jastrzębie, Pniówek, Knurów-Szczygłowice i Budryk. Istniała także mniejsza Rybnicka Spółka Węglowa, w której skład wchodziły kopalnie: 1 Maja, Marcel, Chwałowice, Jankowice oraz Rydułtowy i Anna. Po zamknięciu RSW kopalnie przejęła Kompania Węglowa, a następnie Polska Grupa Górnicza.

## Geografia

### Położenie

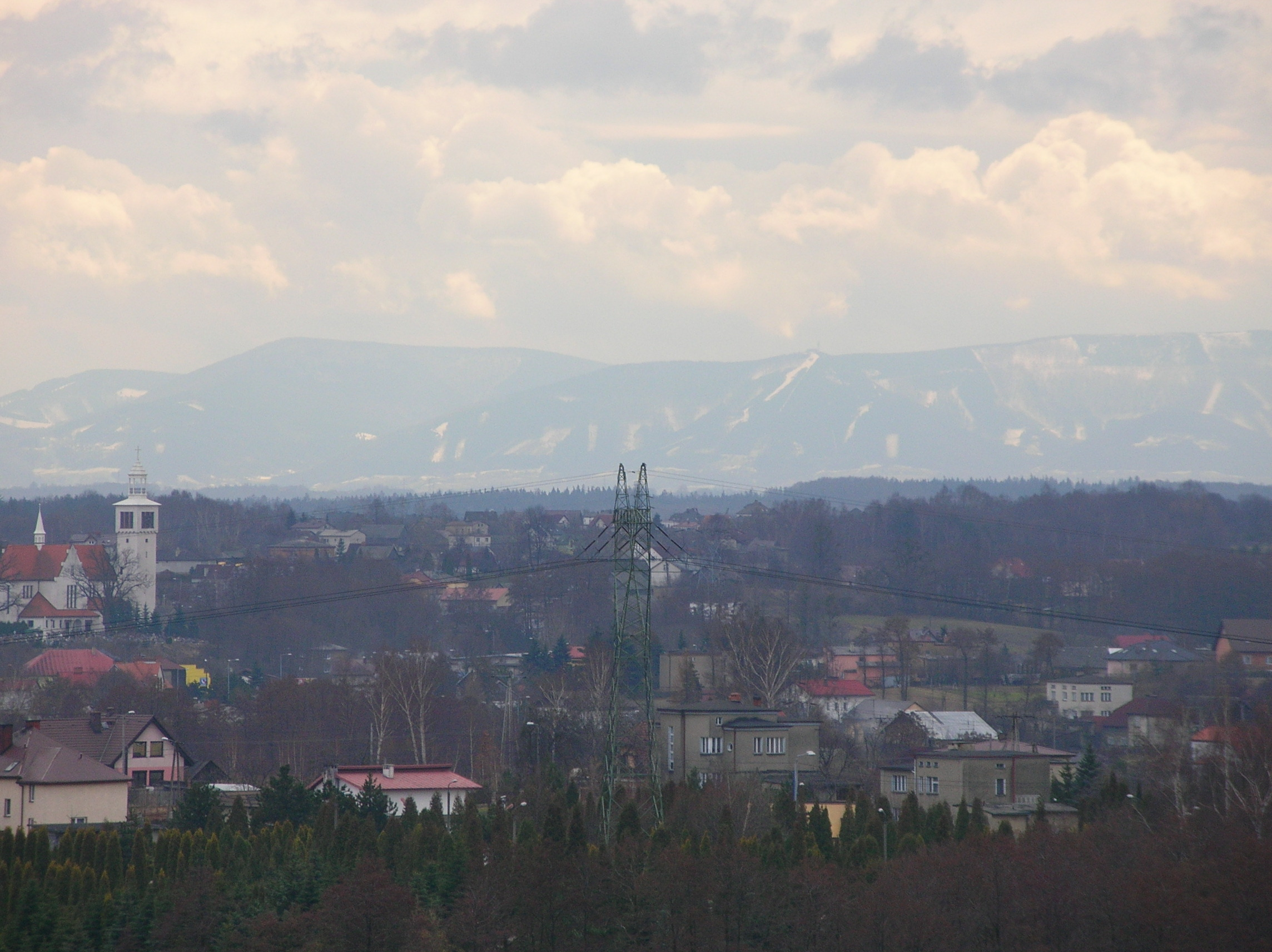
Widok na Beskid Śląski z Ruptawy

Rybnicki Okręg Węglowy znajduje się na Płaskowyżu Rybnickim, w południowej części województwa śląskiego, w dorzeczu Odry. Pod względem geologicznym ROW położony jest w Górnośląskim Zagłębiu Węglowym obejmującym cały Górnośląski Okręg Przemysłowy oraz Rybnicki Okręg Węglowy. ROW graniczy z Czechami od południa i z GOP od północy.

### Podział administracyjny
Składa się z następujących miast: Rybnik, Jastrzębie-Zdrój, Żory, Racibórz, Wodzisław Śląski, Czerwionka-Leszczyny, Rydułtowy, Radlin, Pszów oraz mniejszych miejscowości.
| Miasta               | Liczba ludności | Powierzchnia |
| -------------------- | --------------- | ------------ |
| Rybnik               | 131 323         | 148,36 km²   |
| Jastrzębie-Zdrój     | 82 788          | 85,33 km²    |
| Żory                 | 61 839          | 64,59 km²    |
| Racibórz             | 50 743          | 75 km²       |
| Wodzisław Śląski     | 45 571          | 49,5 km²     |
| Czerwionka-Leszczyny | 28 283          | 38,52 km²    |
| Rydułtowy            | 21 514          | 14,95 km²    |
| Radlin               | 17 759          | 12,53 km²    |
| Pszów                | 13 844          | 20,44 km²    |
| Razem                | 453 664         | 509,22 km²   |

## Historia
Początki ROW wiążą się z planem sześcioletnim i modernizacją istniejących w rejonie rybnicko-wodzisławskim dziewięciu starych kopalń węgla kamiennego np. KWK Anna czy KWK Marcel. W 1952 r. Państwowa Komisja Planowania Gospodarczego zleciła pracę nad przygotowaniem planu zagospodarowania ROW. Planowano budowę kopalń w rejonie Wodzisławia, Żor, Jejkowic i Kaczyc. W związku z tym w okresie sześciolatki, unowocześniano stare, ale również rozpoczęto budowę nowej, pierwszej od podstaw Kopalni Węgla Kamiennego 1 Maja w Wodzisławiu Śląskim. W następnych latach przystąpiono do opracowania planów budowy kolejnych nowych kopalń w ROW.

## Gospodarka
Przemysł Rybnickiego Okręgu Węglowego jest rozwinięty dosyć jednokierunkowo (górnictwo węgla kamiennego). Towarzyszy temu znacznie słabszy, niż w GOP stopień rozwoju innych dziedzin przemysłu paliwowo-energetycznego, bazujących na węglu kamiennym. Relacje między wielkością wydobycia węgla a jego ilościami przetwarzanymi na miejscu na różne formy energii są tu o wiele gorsze. Wykorzystuje go bowiem tylko elektrownia w Rybniku oraz trzy zakłady koksownicze, z których jedynie znajdujący się w Radlinie należy do większych. Przemysł elektromaszynowy jest reprezentowany zaledwie przez kilka większych zakładów. Należą do nich: fabryka kotłów w Raciborzu (Rafako S.A.) i obrabiarek ciężkich w Kuźni Raciborskiej (Rafamet S.A.). W ostatnich latach wiele fabryk i hut zostało zamkniętych (m.in. Huta Silesia w Rybniku), niektóre tereny po tych zakładach zajęły sklepy wielkopowierzchniowe i galerie handlowo-usługowe. Negatywne zjawiska z tym związane najbardziej odczuło peryferyjne Jastrzębie-Zdrój (wzrost bezrobocia oraz znaczny spadek liczby ludności). Na drugim biegunie znalazł się Rybnik, który w udany sposób przekształcił się w ośrodek edukacyjno-handlowo-usługowy okręgu (powstanie Zespołu Szkół Wyższych, centrów handlowo-rozrywkowych), sprzyjało temu centralne położenie w regionie oraz istniejące już wcześniej ośrodki (m.in. filia Politechniki Śląskiej).

### Górnictwo
Zasoby węgla szacowane są na ok. 13,5 mld ton, a soli kamiennej na 3 mld ton. Dominuje tu przemysł wydobywczy (2 koncerny węglowe) oraz metalurgiczny, maszynowy, chemiczny, koksowniczy, materiałów budowlanych i energetyczny (w 1972 otwarto elektrownię w Rybniku o mocy 1600 MW).
Działa również Jastrzębska Spółka Węglowa S.A. Powstała 1 kwietnia 1993 r. jako jednoosobowa spółka Skarbu Państwa z siedzibą w Jastrzębiu-Zdroju. W skład JSW wchodzą 4 kopalnie: Borynia-Zofiówka-Bzie, Pniówek, Budryk i Knurów-Szczygłowice. Istniała także mniejsza Rybnicka Spółka Węglowa S.A., w której skład wchodziły kopalnie: 1 Maja, KWK Marcel, KWK Chwałowice, KWK Jankowice oraz Rydułtowy i Anna, lecz w 2003 roku Rybnicka Spółka Węglowa S.A. została włączona do utworzonej w tym samym roku Kompanii Węglowej S.A. W 2016 r. kopalnie Marcel, Rydułtowy, Jankowice i Chwałowice włączone zostały do Polskiej Grupy Górniczej jako KWK ROW.
| Kopalnia     | Wydobycie dobowe netto | Obszar górniczy | Zasoby operatywne | Typ wydobywanego węgla |
| ------------ | ---------------------- | --------------- | ----------------- | ---------------------- |
| KWK Borynia  | 6200 t/d               | 17,4 km²        | 34 mln ton        | 35.1, 35.2A, 35.2B     |
| KWK Zofiówka | 10 300 t/d             | 16,4 km²        | 87 mln ton        | 35.1                   |
| KWK Jas-Mos  | 11 100 t/d             | 32,5 km²        | 34,1 mln ton      | 35.2B                  |
| KWK Pniówek  | 18 500 t/d             | 28,5 km²        | 101,3 mln ton     | 35.1 i częściowo 31-33 |

### Energetyka
W ROW istnieje jedna elektrownia w Rybniku o mocy ponad 1700 MW powstała w 1972 roku, jedna z największych w kraju. Pierwsze bloki energetyczne uruchomiono w latach 1972–1974, kolejne w roku 1978. Jest największą elektrownią na Górnym Śląsku, wytwarza ponad 7% krajowej produkcji energii elektrycznej.
Dane techniczne elektrowni:
| Moc     | Roczna produkcja energii | Roczne zużycie węgla: | Powierzchnia zbiornika wodnego |
| ------- | ------------------------ | --------------------- | ------------------------------ |
| 1775 MW | 9000 GWh                 | 4 000 000 ton         | 550 hektarów                   |

Dodatkowo elektrownia posiada dwie chłodnie kominowe (po 120 metrów) oraz dwa kominy o wysokościach 260 i 300 metrów. Jeden komin przypada na cztery bloki. Układ chłodzenia zakładu oparty jest na sztucznym zbiorniku wody (Jeziorze Rybnickim) o powierzchni 550 ha.
W kwietniu 2006 r. rozpoczęto budowę Instalacji Mokrego Odsiarczania Spalin (IMOS), a 12 maja 2008 r. o godzinie 17.42 uruchomiony został jeden z dwóch absorberów instalacji mokrego odsiarczania spalin, którego zadaniem jest oczyszczanie spalin z dwóch bloków energetycznych – efektem tego procesu jest biały dym (obłok pary wodnej) unoszący się znad nowego komina o wysokości 120 m.
W 2024 roku rozpoczęto budowę bloku gazowo-parowego o mocy brutto 882,9 MW oddanie bloku planowane jest na 2026 rok, będzie to największa tego typu elektrownia w Polsce.

### Handel
Sektor handlowo-usługowy gwałtownie rozwinął się w pierwszym dziesięcioleciu XXI wieku, szczególnie w centralnym mieście regionu – Rybniku, a także w Żorach. W Rybniku znajdują się m.in.: Auchan, Carrefour, OBI, Makro i Castorama; w Jastrzębiu Zdroju Carrefour i OBI; w Żorach i Raciborzu – Auchan, Leroy Merlin i Castorama. W okręgu istnieją też 4 sklepy Kaufland, 8 sklepów Lidl, 7 sklepów Netto, 6 sklepów Aldi, 3 sklepy Intermarché, 2 sklepy Stokrotka i 45 sklepów Biedronka. W Rybniku powstały dwa centra rozrywkowo-handlowe: Rybnik Plaza oraz Focus Mall, położone w samym centrum miasta. Ich lokalizacja okazała się jednak bardzo udana – centralnie położony między nimi rynek jeszcze bardziej ożywił się, dodatnio wpłynęła też na kondycję i rozwój sieci mniejszych placówek handlowo-usługowych zlokalizowanych pomiędzy nimi. Centra handlowe powstały także w Jastrzębiu-Zdroju, są to: Galeria Jastrzębie oraz Galeria Zdrój.

## Transport

### Komunikacja miejska
Na terenie ROW działa tylko komunikacja autobusowa. Miejski transport publiczny w ROW organizują: MZK, KMR (Komunikacja Miejska Rybnik), PK Racibórz, Urząd Miasta Wodzisław Śląski. Autobusy organizowane przez MZK Jastrzębie spotkać można prawie w całym okręgu – w Jastrzębiu-Zdroju, Żorach, Pawłowicach, Suszcu, Rybniku, Czerwionce-Leszczynach, Pszowie, Radlinie, Rydułtowach i okolicznych miejscowościach. Głównym zadaniem rybnickiej komunikacji miejskiej (KMR) jest organizacja komunikacji w Rybniku, choć rybnickie autobusy obsługują również Żory, Marklowice, Pszów, Radlin, Rydułtowy, Rudy. Urząd Miasta Wodzisław Śląski organizuje tylko komunikację miejską wewnątrz  Wodzisławia. PK Racibórz to przede wszystkim komunikacja miejska Raciborza i najbliższych wsi.

### Transport kolejowy
Dworce kolejowe z komunikacją międzynarodową i krajową znajdują się w Rybniku, Wodzisławiu Śląskim, Raciborzu i Chałupkach. Ponadto komunikacja krajowa i lokalna działa na dworcach i stacjach kolejowych w Żorach, Rydułtowach, Nędzy oraz Olzie.
10 czerwca 2018 r. na mocy porozumienia trzech podmiotów – Rybnika, Wodzisławia Śląskiego i Urzędu Marszałkowskiego Województwa Śląskiego – z Kolejami Śląskimi uruchomiono Szybką Kolej Aglomeracyjną Rybnik – Wodzisław Śląski. Dobowa ilość połączeń w dni robocze na odcinku Rybnik – Wodzisław Śląski wzrosła z 18 do 54.

### Transport drogowy
Autostrada
- Autostrada A1, fragment trasy europejskiej E75 (Gorzyczki – Gorzyce – Mszana – Świerklany – Żory-Rowień – Bełk – Dębieńsko – Gliwice-Sośnica – Częstochowa – Tuszyn – Stryków – Toruń – Grudziądz – Rusocin).

Drogi krajowe
- Droga krajowa nr 45 (Zabełków – Racibórz – Większyce – Dąbrówka Górna – Opole – Kluczbork – Wieluń – Złoczew)
- Droga krajowa nr 78 (Chałupki – Wodzisław Śląski – Rybnik – Gliwice – Wieszowa – Tarnowskie Góry – Siewierz – Zawiercie – Jędrzejów – Chmielnik)
- Droga krajowa nr 81 (Katowice – Mikołów – Żory – Pawłowice – Skoczów – Harbutowice)

Drogi wojewódzkie
- Droga wojewódzka nr 416 (Racibórz)
- Droga wojewódzka nr 417
- Droga wojewódzka nr 421
- Droga wojewódzka nr 425 (Kuźnia Raciborska)
- Droga wojewódzka nr 915 (Racibórz)
- Droga wojewódzka nr 916 (Racibórz)
- Droga wojewódzka nr 917 (Racibórz)
- Droga wojewódzka nr 919 (Racibórz)
- Droga wojewódzka nr 920 (Rybnik)
- Droga wojewódzka nr 922 (Kuźnia Raciborska)
- Droga wojewódzka nr 924 (Żory)
- Droga wojewódzka nr 925 (Rybnik)
- Droga wojewódzka nr 926
- Droga wojewódzka nr 929 (Rybnik)
- Droga wojewódzka nr 930
- Droga wojewódzka nr 932 (Wodzisław Śląski, Żory)
- Droga wojewódzka nr 933 (Racibórz, Pszów, Wodzisław Śląski, Jastrzębie-Zdrój)
- Droga wojewódzka nr 935 (Racibórz, Rydułtowy, Rybnik, Żory)
- Droga wojewódzka nr 936 (Wodzisław Śląski)
- Droga wojewódzka nr 937 (Jastrzębie-Zdrój)
- Droga wojewódzka nr 938

## Sport

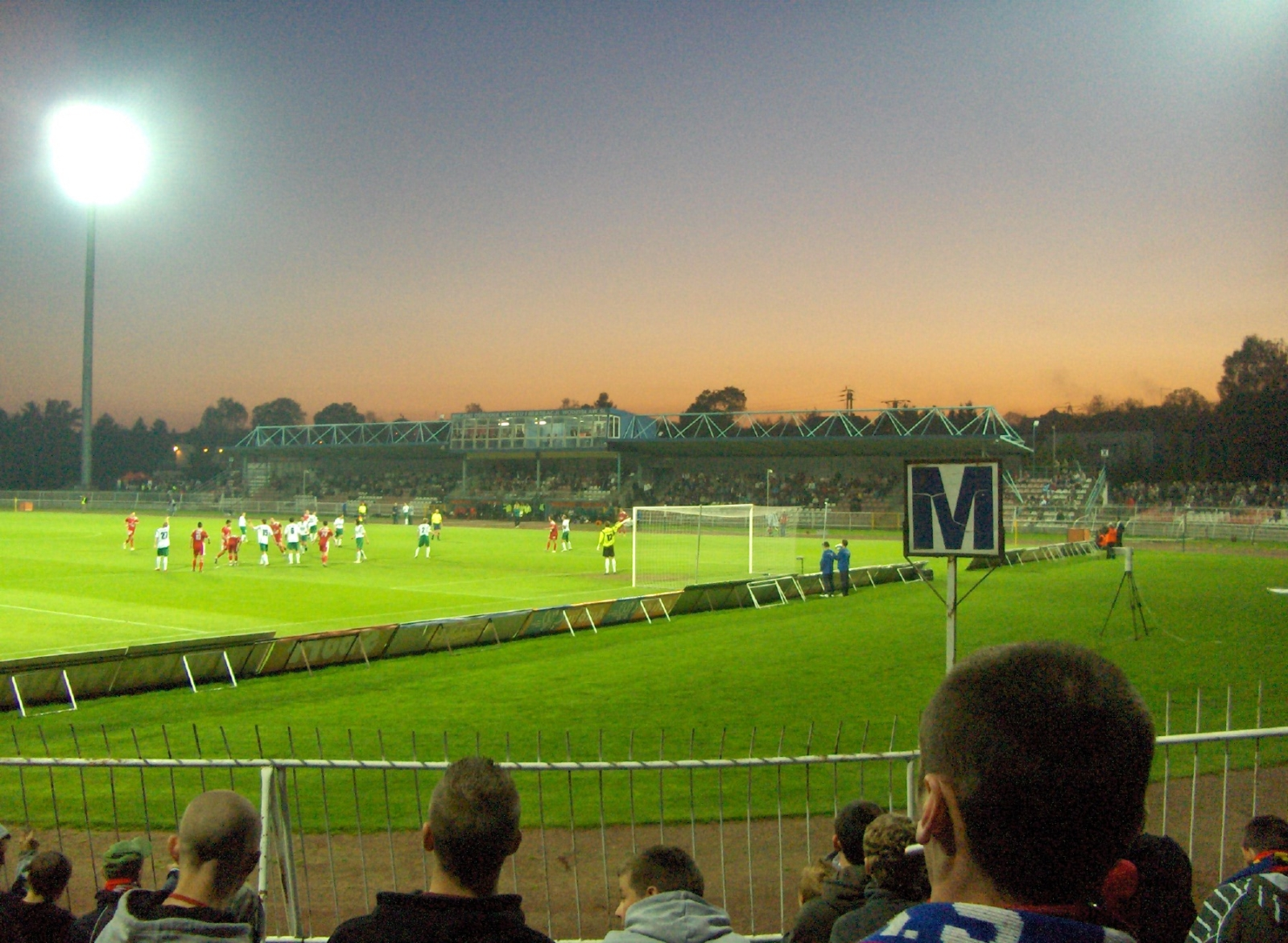
Mecz o mistrzostwo Ekstraklasy pomiędzy Odrą Wodzisław a Dyskobolią Grodzisk Wlp. Wodzisław Śl. maj 2008 r.

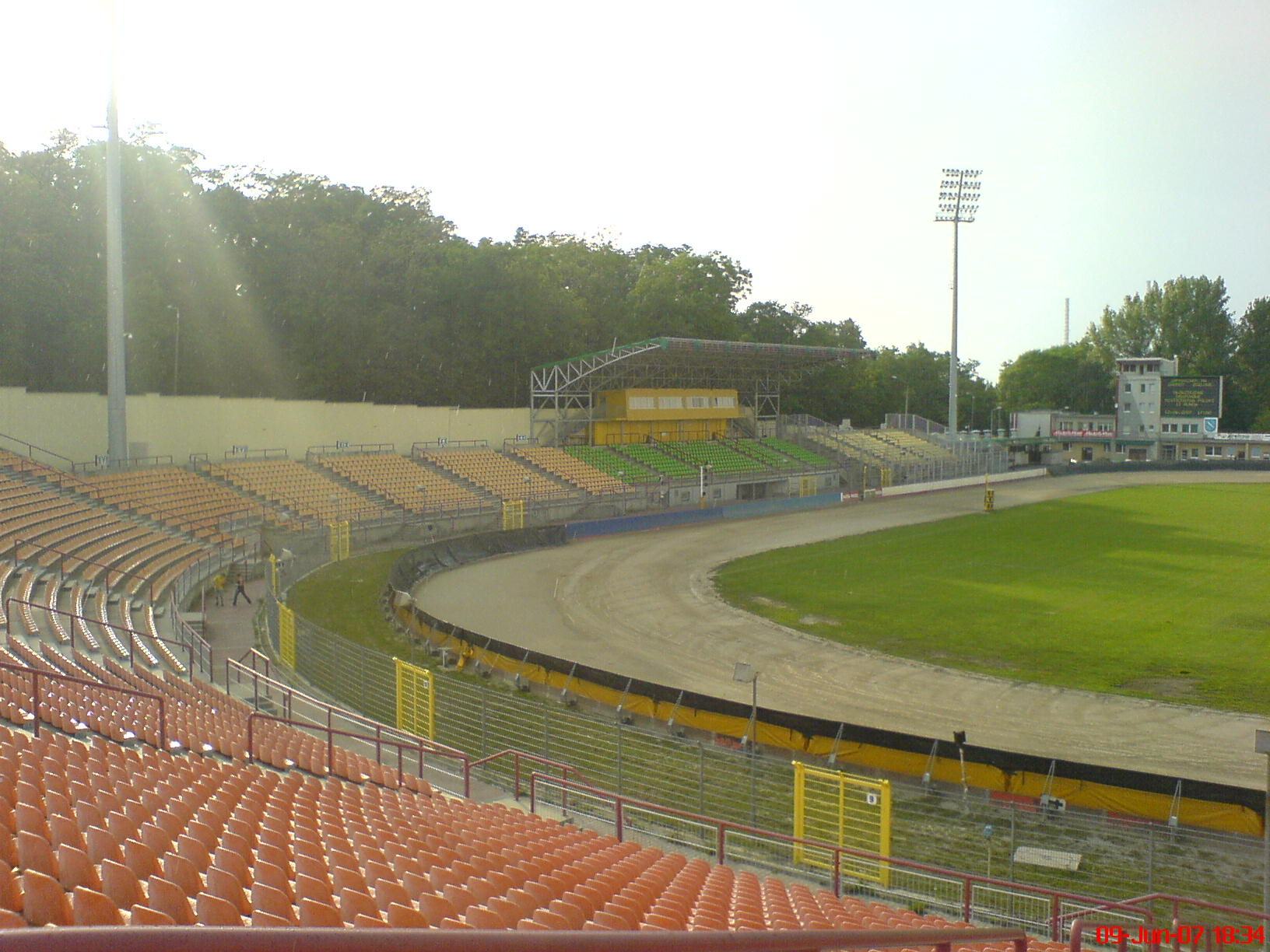
Stadion Miejski w Rybniku

W ROW-ie istnieją kluby piłkarskie: Odra Wodzisław Śląski, KS ROW 1964 Rybnik, Górnik Radlin, GKS Jastrzębie, KS Naprzód Rydułtowy, TS Górnik Pszów, czy LKS Żory Rój. Istnieją także kluby baseballowe (Silesia Rybnik) oraz jastrzębski klub hokejowy JKH GKS Jastrzębie. Najbardziej znaną siatkarską drużyną ROW-u jest KS Jastrzębski Węgiel, czterokrotny mistrz Polski w siatkówce. Rybnicki ROW wielokrotnie zdobywał żużlowe mistrzostwo Polski. W Jastrzębiu-Zdroju odbywają (odbywały) się różne zawody takie jak:
- Rajd Kolarski i Pieszy im. Żwirki i Wigury,
- Rajd Pieszy „Szlakiem Ewakuacji Więźniów Oświęcimskich”,
- Mistrzostwa Górnego Śląska w Siatkówce Plażowej.

W Rybniku znajduje się Aeroklub ROW, który zajmuje się sportami lotniczymi.
W przeszłości sukcesy odnosił klub koszykówki żeńskiej KK ROW Rybnik, który do 2012 r. występował w ekstraklasie koszykówki.

## Edukacja
Od 2002 r. w Rybniku obok Centrum Kształcenia Inżynierów (filia Politechniki Śląskiej, utworzona w 1962 r.) funkcjonuje filia katowickiego Uniwersytetu Ekonomicznego (pierwotnie w formule Rybnickiego Ośrodka Naukowo – Dydaktycznego). Do 2013 r. w Rybniku działała również filia Uniwersytetu Śląskiego.